# Impostos romans
Els impostos romans, és a dir les càrregues a les que estaven sotmesos els ciutadans envers l'estat romà, no foren sempre iguals. Aquestes variacions d'impostos es poden dividir en tres períodes: durant la monarquia, durant el període republicà i durant el període imperial.

## Impostos durant la monarquia i començament de la República
Existien diversos tipus d'impostos:
- L'anomenat Moenia (de "murs") consistia en prestacions en les finques reials, en edificis de la ciutat i en obres públiques. Més tard la paraula moenia fou utilitzada com a sinònim de préstec.
- Sacramentum: el que perdia un plet pagava una part del valor del litigi.
- Renda, dels Aerarii: els colons que no tenien la ciutadania romana (aerarii) pagaven una renda.
- Impost sobre les duanes marítimes.
- Impost d'Escriptura: impost pels dominis públics, sobretot consistents en zones de pastura de bestiar (aquestes terres eren anomenades Scriptura.
- Impost per l'arrendament de les vectigàlies (Vectigalia) o terres de l'Estat
- A més, en casos urgents, s'imposava a la ciutat un tributum, és a dir una contribució extraordinària, el qual era reemborsable en temps més favorables

Amb la república com que els repartiments de terra es van fer per motius polítics, van provocar el descontentament però van evitar l'eclosió social, encara que no van impedir l'empobriment progressiu dels pagesos mitjans o petits.
La guerra amb Veïs (406 aC- 396 aC) i l'incendi de Roma pels Gals (390 aC) van accelerar de nou l'empobriment durant mig segle contingut.

## Nous impostos republicans
Des del 406 aC (348 de Roma) ja no n'hi va haver prou amb mobilitzar els soldats a l'estiu sinó que van haver d'estar en armes també a l'hivern. Les assemblees centuriades semblaven decidides a rebutjar noves guerres. Per resoldre els problemes derivats d'aquesta situació, el Senat va decidir el pagament d'una quantitat (sou, derivat de solideus) als soldats, amb càrrec a les rendes públiques indirectes i al producte dels dominis estatals, cessant de costejar l'exèrcit les tribus, les quals sol pagaven la taxa (Tributum) quan existia insuficiència de fons en l'Erari, es consideraven com un emprèstit forçós reemborsable després. Però com els dominis estatals eren poc rendibles i el Tresor no disposava de fons per al pagament del sou, la recaptació del tribut es va generalitzar, i colpejà les febles economies dels pagesos mitjans i petits, que, al costat de la càrrega de lliurar braços a l'exèrcit, havia de pagar unes quantitats o prestacions que, fins i tot sent recuperables, de moment els deixaven sumits en la misèria.
Les lleis Licinia Sextia van autoritzar les ocupacions de les terres públiques susceptibles de cultiu. Com la percepció del delme de les collites o el cinquè del vi i oli no va ser modificat, l'Estat va obtenir poca rendibilitat de la mesura.
Un nou impost es va establir el 357 aC (399 de Roma), gravant les manumissions amb un 5% del valor de l'esclau. Era el primer impost que afectava bàsicament als rics, i el seu efecte principal va ser limitar l'alliberament d'esclaus.
El 347 aC (409 de Roma) l'interès màxim legal d'un préstec va ser rebaixat al 5% anual. El 342 aC (414 de Roma) l'interès en els préstecs arribà a ser prohibit totalment, però la mesura no va tenir efectivitat, i de fet l'interès normal es va situar en el 12%, si bé, en cas que l'interès fos superior al fixat per la Llei, les demandes judicials per al cobrament no eren admeses. Cap al 320 aC la Llei Poetilia (entre 326 aC i 313 aC) va permetre als deutors insolvents renunciar a totes les seves propietats però conservar la seva llibertat; en cada cas la sort del deutor insolvent havia de ser examinada per un jurat.
La fundació de nombroses colònies van alleujar la situació dels pagesos (350 aC a 250 aC). Els beneficis de les guerres victorioses van evitar que l'Estat hagués de recórrer al cobrament del Tributum extraordinari per sostenir a l'exèrcit. Els dominis públics es van seguir concedint en règim d'ocupació a les famílies patrícies i a l'aristocràcia plebea.
Després de la batalla de Pidna ja no es va tornar a exigir el tribut extraordinari a Itàlia (que es percebia alhora que les rendes de l'ager publicus i altres ingressos). La propietat immoble dels ciutadans romans va gaudir de fet de la immunitat de l'impost.
Els impostos en matèria d'herència van caure en desús o van ser abolits.
Itàlia contribuïa únicament amb les rendes del Ager Publicus i les mines de la Gàl·lia Cisalpina, així com els petits impostos de manumissió, exportacions marítimes i importacions destinades al comerç (les importacions per a ús personal eren immunes).

Hispània Citerior

La major part de les rendes procedia de les províncies. Immensos territoris a Hispània Ulterior eren possessió romana, especialment les zones mineres. A la Hispània Citerior els dominis de Roma eren menors però les mines també formaven part d'ells. Les mines van ser arrendades a particulars (Publicani).
Les ciutats de les províncies, "lliures" o sotmeses, pagaven un impost, llevat que haguessin obtingut immunitat.
Les quantitats que pagaven eren una quantitat fixa en diners (Stipendium) pagat anualment per cada ciutat. Les pastures de les terres públiques eren arrendades als Publicani que pagaven a l'Estat mitjançant contribucions fixes en cereals o diners. les ciutats podien repercutir el stipendium entre els contribuents i cobrar-lo com millor els semblés.
Les taxes duaneres en els ports eren una altra font d'ingressos per a Roma (algunes ciutats podien imposar taxes de trànsit al seu territori, però no per a les mercaderies romanes o de ciutadans romans). També hi havia alguna taxa en passos de muntanya, ponts i per a navegació fluvial.
Quan els impostos ordinaris eren recaptats per Publicani que tenien arrendada la recaptació, la quantitat a percebre era sensiblement superior a la que arribava al Tresor Romà.
Als impostos ordinaris, calia sumar les requises, sobretot les despeses d'administració militar (l'Estat pagava el sou i el transport). Les ciutats havien d'aportar:
- Habitació temporal.
- Llenya i estris.
- Allotjament hivernal quan no existien guarnicions permanents.

Primera petició del governador provincial, havien de lliurar a més a més:
- Blat.
- vaixells (en alguns casos de poblacions marítimes o ports fluvials).
- Esclaus.
- Teles.
- Cuirs.
- Plata i altres objectes.

Les prestacions s'exigien a vegades com contribucions voluntàries (que en realitat eren forçoses) i a vegades en forma penal (multes).
Encara que es limitaren aquestes prestacions (el 20% del valor de les collites) eren força gravoses per a la majoria de la població. I a aquestes càrregues s'hi unien les de l'administració local: conservació d'edificis públics, obres, despeses civils, vies militars (que anaven a càrrec de les civitas) i altres.
Per fer més penosa la situació dels provincials, estaven les exaccions dels magistrats i dels Publicani. Regals al governador, cessió de terrenys (tot això prohibit legalment, però habitual) i altres. Al magistrat se'l havia d'allotjar amb els seus guàrdies, escrivans, jutges, heralds, metges, sacerdots i qualsevol altre integrant del seguici; els enviats especials de Roma tenien dret de subministrament gratuït; els pagaments tributaris en espècie quedaven emmagatzemats, i era de compte dels provincials el cost de l'emmagatzematge; sovint s'efectuaven vendes i requises forçades. La rapinya dels magistrats va ser constant, i va afectar tots els punts de l'Estat. Mentre els tribunals encarregats dels judicis van correspondre als cavallers, aquests deixaven actuar lliurement al governador, a canvi que aquest tanqués els ulls a les activitats il·lícites que desenvolupaven alguns publicani que pertanyien pràcticament tots a l'ordre dels cavallers. Fiat en la seva impunitat, el governador actuava il·legítimament, amb un mínim perill.
Malgrat tot les despeses de l'Estat superaven els ingressos.
A la província Citerior, la necessitat d'establir guarnicions permanents feia que les despeses superessin els ingressos, i igual passava en altres províncies.
L'Annona distribuïda a baix preu, va obligar a recarregar els impostos en algunes províncies. Per sufragar la despesa, les obres públiques van disminuir i gairebé es van paralitzar totalment. Per això Luci Corneli Sul·la va suprimir l'Annona amb la qual cosa va poder tornar-se a recaptar el suficient per a tots els pagaments, i fins i tot va poder estalviar-se. No obstant això les obres públiques van seguir en suspens, llevat de les vies militares i alguna altra que anava a càrrec de les ciutats.
Vegeu Roma (Regne i República)

## Els impostos a l'època imperial
Ressenyarem breument una llista d'impostos que afectaven els ciutadans romans i als provincials no ciutadans:
Els impostos per als ciutadans eren:
- El Sacramentum (part del valor d'un litigi, pagat pel perdedor, que era del 20% i amb Calígula va ascendir al 25% patint després alteracions).
- Impostos en les duanes marítimes i ports sobre les importacions comercials (les destinades a l'ús personal dels ciutadans tenien immunitat).
- La Scriptura (impost sobre les pastures comunals). Els impostos sobre pastures i terres comunals van desaparèixer totalment al segle iii.
- La Vectigàlia (import dels arrendaments de terres de l'Estat).
- Impostos sobre el luxe i els bordells (variables segons els Emperadors; el de bordells va ser suprimit per Claudi, però posteriorment va haver de ser reintroduït)
- Impost de manumissions (5% del valor de l'esclau alliberat, 10% durant el regnat de Caracal·la). No s'esmenta a la segona meitat del segle iii ni al segle iv.
- Impost sobre la solteria.
- Impostos sobre els guanys dels mossos (12, 5%), sobre els dipòsits d'orina i sobre el matrimoni (establerts per Calígula i suprimits després, encara que algun d'ells va poder ser reintroduït per algun Emperador).

Alguns impostos, sense haver estat formalment abolits, van quedar en desús:
- El Tributum (contribució extraordinària en casos greus).
- Impost sobre les herències de parents llunyans (5%), que va poder ser percebut per alguns Emperadors i va desaparèixer cap al 240.

Els ciutats satisfeien a l'Estat els tributs, els impostos indirectes, els queviures per l'exèrcit, l'allotjament de militars i oficials, el manteniment del correu imperial (cursus publicus), la construcció de calçades i altres treballs, i el reclutament per a l'exèrcit.
Els tributs eren els següents:
- El Tributum soli, sobre els productes de la terra.
- El Tributum capitis, sobre les persones.

Ambdós estaven basats en un cens: les terres segons la superfície cultivable, el tipus de cultiu, prat, pastures o boscos, el bestiar, les cases, els esclaus i, en el seu cas, els vaixells. El cens sobre les persones es feia alhora d'acord amb la fortuna de cadascun.
Els censos es realitzaven periòdicament i estaven a càrrec de funcionaris locals. En general, i estalvi quan existien publicans, les ciutats recaptaven els impostos i tributs i els lliuraven als funcionaris provincials. El tribut sobre el sòl era recaptat per les ciutats en els llogarets del seu territori i en la mateixa ciutat. Com les ciutats no disposaven de tropes suficients i no tenien força legal, el seu comès havia de ser difícil i les coaccions havien de ser la norma.
El tribut personal el pagaven tots els homes lliures des de potser els 14 anys i fins als 65, i consistia probablement en l'1% de l'avaluació del seu patrimoni. És possible que afectés també a les dones.
Els impostos indirectes que eren:
- L'1% de les vendes en general i el 4% de les vendes d'esclaus (més tard l'impost sobre les vendes es va reduir al 0, 5% i l'impost sobre la venda d'esclaus va desaparèixer a finals del Segle primer).
- El 5% per la manumissió d'esclaus
- El 5% per les herències (aquest impost va desaparèixer l'any 240).
- Els impostos de manumissió i d'herències estaven en mans de procuradors i sobretot de concessionaris publicans, als qui s'arrendava la seva recaptació percebent a canvi el 10% d'allò recaptat.
- El 2% o 2, 5% de valor de les mercaderies en transit (Portorium). Pagaven l'impost de duanes establert per Roma per exportar els seus productes o per importar productes no romans. Però els productes romans podien entrar i sortir lliurement en les ciutats sense ser subjectes d'impost. Es pagava una vintena part del valor de les quals passaven pel territori en qüestió, tant per entrar com per sortir (portoria). L'impost de Portoria desaparegué vers l'any 240 però reaparegué al segle iv, si bé no és segur que es deixés de recaptar totalment en la segona meitat del segle iii, encara que no cap dubtar que la seva percepció va haver de ser en tot cas irregular.

El conseller anual encarregat de la recaptació estava obligat molt probablement a suplir amb el seu patrimoni personal els deutes tributaris dels morts.
Un tribut ocasional que feien les ciutats a l'emperador i als conquistadors notables era el Aurum coronarium, consistent en una corona d'or. Inicialment eren un regal però amb el temps van passar a fer-se obligatòries en cada accés al tron, cada gran victòria i altres esdeveniments. En l'any 43 sabem que la província Tarraconense va oferir 43 corones d'or a Claudi per la conquesta de Britànnia. Les corones d'or van començar a figurar com impost corrent i es va afegir a les corones que es lliuraven amb caràcter extraordinari. Aquest impost va persistir fins al Segle IV.
Altres formes d'impost eren:
- Les requises de blat i altres provisions (va venir, vinagre, etc.) per a l'exèrcit i els funcionaris (probablement sense cap pagament o bé pagades a un preu molt baix fixat per l'Estat). Van rebre el nom d'Annona convertint-se al segle ii en un impost fix d'aprovisionament.
- L'allotjament de funcionaris del correu imperial, que anava a càrrec dels curials. Probablement aquest dret d'allotjament s'estenia a altres funcionaris, a les seves famílies, empleats i esclaus. Incloïa el proporcionar vehicles i animals de tir.
- L'allotjament de l'exèrcit, de viatgers oficials, de l'emperador i del seu seguici.
- Algunes ciutats havien de pagar el stipendium, quantitat fixada per endavant a cada ciutat (les ciutats immunes no la pagaven però les immunitats van ser suprimides amb l'Imperi). Aquest impost es paga a vegades en espècie. Va desaparèixer amb la progressiva conversió de les ciutats en colònies llatines, després municipis de dret llatí i finalment municipis romans.
- Lliuraments obligatoris de regals al governador.
- Execució de certes obres públiques a la seva costa (vies i calçades, manteniment d'edificis, aqüeductes, etc.).
- Es podien establir delmes i tributs extraordinaris.
- Finalment existien les multes.

Els no ciutadans, residents en general en ciutats sense dret de ciutadania, estaven subjectes als següents impostos:
- Repercussió individualitzada en alguns casos del Stipendium.
- El tribut per cap i la repercussió del tribut per la terra.
- Els comerciants individuals havien de pagar els impostos de duanes per exportar els seus productes o importar productes no romans.
- Els viatgers havien de satisfer certs drets de peatge per transitar per passos i llocs determinats.
- Individualment els afectaven les prestacions militars o civils.
- Repercussió individualitzada dels regals, corones i multes i dels delmes i tributs extraordinaris.
- Multes individuals.
- Pagaven un arrendament per les terres de l'Estat i per l'ús de pastures comunals.
- Pagaven l'impost local pels plets (si existia).
- Probablement estaven subjectes també a l'impost de manumissions en cas d'alliberar un esclau.
- Existien altres impostos de l'Estat als quals segurament estaven subjectes.
- Finalment les ciutats podien imposar tributs locals.

Els no ciutadans les terres dels quals quedaven incloses en el territori d'una colònia havien de pagar una renda anomenada Aerarii.

### Tributum soli
El tribut més important sens dubte era el Tributum soli. Gràcies al jurista Ulpià (prefecte del Pretori de Sever Alexandre) coneixem les dades que s'exigien en el cens per a la recaptació d'aquest tribut fins a almenys el 235: el nom del propietari, de la ciutat i aldea en el seu cas; nom dels veïns més pròxims; superfície cultivable que es projectava sembrar durant els deu anys següents; nombre de ceps de vinya, nombre d'oliveres, superfície dels prats, superfície destinada a farratge prevista durant deu anys; superfície destinada a pastures; superfície destinada a boscos de llenya; nombre de caps de bestiar; nombre de cases; nombre d'esclaus; nombre de vaixells o naus. El cens periòdic corresponia a funcionaris de les ciutats, els qui després ho sotmetien a lliberts imperials designats amb aquesta finalitat per a la seva aprovació (rarament es mantenia l'aprovació per funcionaris senatorials o eqüestres o pel governador). Al realitzar-se el cens de les terres es feia també un recompte de tota la població lliure, per a la qual cosa s'ordenava a tots els qui treballaven la terra que acudissin a la ciutat per inscriure's. Els dades obtingudes en el cens eren transmesos als funcionaris imperials encarregats. A partir del cens es feia la recaptació dels tributs, també en mans de funcionaris locals que ho recaptaven a la ciutat i en les aldees del seu territori. Però els creixents dificultats econòmiques feien difícil la recaptació. Les ciutats no disposaven de suficients forces coercitives (tropes locals) ni de capacitat legal, i havien de recórrer a tota classe de pressions per cobrar. Així sabem que Sever Alexandre, el 231, en un rescripte, desautoritza a un recaptador que s'havia apoderat d'una nena esclava, per atendre amb la seva venda al pagament dels deutes tributaris del seu propietari. Més tard va entrar en escena una nova classe de funcionaris dins dels Consells locals, nom el qual solament era conegut a l'orient (els dekaprotoi) els qui no sol tenien com a missió recaptar, sinó garantir l'import de recaptació previst, i que obligava també a suplir els deutes dels morts. Aquest càrrec era una pesada càrrec per a aquell que devia realitzar-lo, i per això estava permès que ho exercissin els menors de 25 anys i fins a les dones. La situació dels recaptadors i alhora garants del tribut, es va agreujar quan Luci Domici Aurelià va ordenar que els Consells Municipals haurien de trobar substituts per cultivar les terres abandonades, o si no n'hi hagués haurien d'assumir ells mateixos els tributs d'aquestes terres (l'Estat no volia perdre el tribut que meritaven).

### Tributum Capitis
El Tributum Capitis consistia probablement en l'1% de l'avaluació del patrimoni, durant bastants anys (dels 12 o 14 anys als 65) i que afectava tant a homes com a dones. Curiosament en algunes províncies, regions o ciutats, aquest impost era a vegades pagat per un sol notable ric que assumia la totalitat de l'import de l'impost (el que ens fa sospitar que potser no era escrupolosament comptabilitzat, o que el patrimoni a províncies estava valorat sensiblement sota). La inflació va fer perdre molt valor al tribut en efectiu i la principal font de l'Estat per obtenir metalls preciosos pas a ser el Aurum coronarium, que es va convertir en un impost corrent des del Segle II. Se sap que Alexandre Sever va perdonar després del 222 totes les quantitats destinades a corones d'or que devien les ciutats de l'imperi, en un acte de benevolència que no es repetiria després. Gràcies a documents egipcis sabem que es recaptava diners per l'impost de les corones i que aquests diners era independent del qual es recaptava per a les ofrenes de corones d'or extraordinàries, normalment amb motiu de l'accés al tron, o d'alguna gran victòria o esdeveniment notable. Se sap que Valerià va rebre corones d'or però no és segur que en la seva època es pogués recaptar l'Impost de les corones, que no obstant això reapareix després, i romangué en vigor fins al segle iv. Es creu que l'Impost de les corones va tenir com finalitat suplir d'alguna forma el menor valor (per la inflació) dels tributs recaptats en efectiu, i en últim va acabar per cobrir un mínim de recaptació quan part dels tributs van començar a lliurar-se en espècie (els tributs solien pagar-se en or però molts petits propietaris no disposaven d'or suficient per al pagament i havien de lliurar part de la seva collita, pagant en or l'impost de les corones).

### Els impostos alsegleiiiisegleiv
L'augment de les incursions germàniques, i les guerres d'Orient, van tenir un primer efecte: l'augment de les despeses militars. Calia pagar i alimentar com més homes. Les milícies auxiliars havien de desplaçar-se als punts on calien. L'exèrcit havia de disposar de millor material i de major nombre d'oficials. Com era gairebé impossible reclutar legionaris a Itàlia, la majoria es reclutaven a les províncies, i no sempre el seu esperit combatiu era l'adequat, per la qual cosa es feia precís alimentar-los bé i donar-los equips adequats. Les lluites i la lliura dels impostos en espècie van provocar alhora descensos de la producció importants, i amb això augments espectaculars dels preus, i aquesta inflació monetària va fer perdre molt valor als impostos en efectiu, i en canvi va obligar a augmentar el salari dels legionaris (malgrat la qual cosa no es va arribar a compensar els efectes de la inflació).
El pes de la recaptació havia passat als productes en espècie. Al tribut de la terra (fixat en una part dels productes de la mateixa o el seu valor) calia afegir la requisa (indictiones) de provisions per a l'exèrcit i els funcionaris, anomenat Annona, que es va convertir en un impost regular. Com que es pagava més impost com més gran era la producció, aquesta va descendir, i molts pagesos sol cultivaven per a les seves necessitats. Les requises suposaven considerables abusos; així quan no disposaven del gra o dels productes sol·licitats, els pagesos devien adquirir-los en els graners militars (al preu corrent) i després vendre'ls de nou a l'exèrcit a baix preu; quan els pagesos podien lliurar allò sol·licitat, se'ls exigia que ho lliuressin en campaments allunyats, i per no fer front a la despesa del transport moltes vegades lliuraven l'import de la mercaderia. Rarament es pagava el preu just per les requises; quan això passava un soldat escrivent (duplicarius) estenia un rebut, però no hi ha constància que ocorregués després de finals del segle ii. Les requises esporàdiques (indictiones o intributiones) van donar pas a les requises ordinàries que van originar l'impost d'aprovisionament (Annona) al segle iii.
Cap al 255 és probable que les petites ciutats haguessin de fer front a algunes despeses que abans solament afectaven a les grans ciutats. En concret se sap que els habitants de Filadèlfia es queixaven en una ambaixada que se'ls imposava el pagament de les despeses del gran sacerdot i dels superintendents dels festivals. La resposta imperial no obstant això, és incerta: encara que eximeix a Filadèlfia dels pagaments, agrega que aquest privilegi no ha de ser utilitzat en perjudici d'altres ciutats.
El cursus publicus (servei de vehicles i postes per al transport ràpid de missatgers i viatgers oficials) era una altra forma de recaptació. Encara que solament podia ser utilitzat per personal que disposés d'una autorització (diplomata), el fet cert és que moltes persones sense ella van utilitzar el servei, que els diplomata es van falsificar o bé es van lliurar a viatgers no oficials. El pes del seu allotjament requeia sobre els consellers de les ciutats (Curials), els quals no gosaven protestar pels abusos. Vers el 235 aquests s'havien fet normals, i es coneix el cas d'un assessor d'un governador provincial que va aconseguir que els seus dos cunyats es reunissin amb ell per mitjà del Cursus des d'una gran distància. Probablement el cursus no comprenia sol a les vies principals i a missatgers i viatgers oficials, sinó que s'estendria també a la pràctica de requerir allotjament per part de funcionaris i soldats en els seus desplaçaments, sovint en vies secundàries. Sembla que el bon funcionament del cursus, especialment quan existien problemes, era encarregat a un suboficial (Optio), i que els soldats de les estacions (stationarius) residien en les aldees més pròximes. L'allotjament de tots els viatgers, de qualsevol tipus, així com el subministrament d'animals de tir i vehicles, requeia com hem dit, sobre les esquenes dels Curials, el que si al principi no era greu, va passar a ser-ho amb la crisi econòmica. Existeixen indicis clars de resistència a aquestes prestacions i el jurista Ulpià (Prefecte del Pretori amb Alexandre Sever) esmenta la dada d'un colon o parcer rural que va fugir quan va arribar l'exèrcit, i en tornar es va trobar que els soldats, acampats a la zona, s'havien emportat tot el possible, incloent-hi les finestres de la seva casa. Les requises per al transport (angareia) de persones eren especialment dures, car afectaven a qualsevol persona; així per al transport d'un soldat, per al de funcionaris de segon ordre, i per a lliberts o esclaus imperials, era freqüent la confiscació de la mula d'un pagès, sense que aquest pogués oposar-se; aquest tipus de viatgers no recorria a sol·licitar animals als curials. Per al bon funcionament del cursus havia calgut crear noves stationes (l'última onada de construccions es va produir amb Caracal·la), i algunes d'aquestes, amb la seva guarnició militar, es van convertir en centres d'atracció, i van ser poblats pels habitants de la zona.
Una altra forma impositiva ho constituïen els reclutaments. Al minvar els voluntaris, es va reforçar el servei obligatori i es va procedir a reclutaments forçosos sobretot a províncies. Les ciutats havien d'aportar determinat contingent de reclutes (tirones), i si no podien reclutar-lo podien buscar substituts pagats a altres ciutats o bé comprar esclaus per fer la substitució (a aquests substituts se'ls anomenava vicarii). L'aportar tirones es va convertir en obligació normal de les ciutats en la segona meitat del segle iii. Les ciutats que no podien aportar els reclutes exigits havien d'utilitzar una part dels recursos a buscar els substituts, fins que més tard la recerca es va suplir directament pel pagament d'una quantitat en concepte d'impost de reclutament (Aurum tironicum) ja al segle iv.
Finalment les ciutats estaven subjectes a determinades obligacions (munera) que portaven a terme els magistrats locals i els Consells de les ciutats sovint amb ajudes inadequades. Aquestes funcions eren de vital importància per a l'Estat però eren una càrrega més per als consellers locals.
Per fer-nos una idea de la pressió fiscal de l'imperi al segle iii, basti dir que Itàlia, que gaudia de la immunitat d'impostos directes, privilegi extensiu a determinades ciutats provincials (limitades), ho va perdre definitivament amb Dioclecià, i que ja abans s'havia iniciat el debat que va portar a la seva supressió.